# Bogaczów (gromada)
Bogaczów – dawna gromada, czyli najmniejsza jednostka podziału terytorialnego Polskiej Rzeczypospolitej Ludowej w latach 1954–1972.
Gromady, z gromadzkimi radami narodowymi (GRN) jako organami władzy najniższego stopnia na wsi, funkcjonowały od reformy reorganizującej administrację wiejską przeprowadzonej jesienią 1954 do momentu ich zniesienia z dniem 1 stycznia 1973, tym samym wypierając organizację gminną w latach 1954–1972.
Gromadę Bogaczów z siedzibą GRN w Bogaczowie utworzono – jako jedną z 8759 gromad na obszarze Polski – w powiecie nowosolskim w woj. zielonogórskim na mocy uchwały nr V/18/54 WRN w Zielonej Górze z dnia 5 października 1954. W skład jednostki weszły: obszar dotychczasowej gromady Bogaczów ze zniesionej gminy Nowogród Bobrzański w tymże powiecie oraz obszar dotychczasowej gromady Wysoka ze zniesionej gminy Kosierz w powiecie krośnieńskim w tymże województwie.
1 stycznia 1955 gromadę włączono do powiatu zielonogórskiego w tymże województwie, gdzie ustalono dla niej 10 członków gromadzkiej rady narodowej.
1 stycznia 1958 gromadę zniesiono, a jej obszar włączono do gromady Nowogród Bobrzański w tymże powiecie.